# 볼프강 쇼이블레
볼프강 쇼이블레(독일어: Wolfgang Schäuble, 1942년 9월 18일~2023년 12월 26일)는 독일의 독일 기독교 민주연합 소속 정치인으로, 제19대 독일연방의회 의장이다.
1984년~1991년 헬무트 콜 내각의 구성원으로서, 연방특임장관, 총리부 장관, 내무장관을 역임했으며, 1991년~2000년 독일 기독교 민주연합/바이에른 기독교 사회연합 연방의회 의원단장, 1998년~2000년 독일 기독교 민주연합의 당수를 지냈다.
쇼이블레는 2005년부터 2009년까지 제1차 메르켈 행정부에서 다시 내무장관을 지냈고, 2009년부터 2017년까지 제2,3차 메르켈 내각에서 재무장관을 지냈다.
2021년 10월, 볼프강 샤우블(Wolfgang Schaüble)은 연방의회 의장직을 Bärbel Bas에게 양도한다.

## 역대 선거 결과
| 선거명      | 직책명                       | 대수 | 정당                | 득표율 | 득표수   | 결과 | 당락                     |
| ----------- | ---------------------------- | ---- | ------------------- | ------ | -------- | ---- | ------------------------ |
| 1972년 선거 | 하원의원 (오펜부르크 선거구) | 7대  | 독일 기독교민주연합 | 0%     | 표       | 1위  | 오펜부르크 하원의원 당선 |
| 1976년 선거 | 하원의원 (오펜부르크 선거구) | 8대  | 독일 기독교민주연합 | 0%     | 표       | 1위  | 오펜부르크 하원의원 당선 |
| 1980년 선거 | 하원의원 (오펜부르크 선거구) | 9대  | 독일 기독교민주연합 | 0%     | 표       | 1위  | 오펜부르크 하원의원 당선 |
| 1983년 선거 | 하원의원 (오펜부르크 선거구) | 10대 | 독일 기독교민주연합 | 0%     | 표       | 1위  | 오펜부르크 하원의원 당선 |
| 1987년 선거 | 하원의원 (오펜부르크 선거구) | 11대 | 독일 기독교민주연합 | 0%     | 표       | 1위  | 오펜부르크 하원의원 당선 |
| 1990년 선거 | 하원의원 (오펜부르크 선거구) | 12대 | 독일 기독교민주연합 | 0%     | 표       | 1위  | 오펜부르크 하원의원 당선 |
| 1994년 선거 | 하원의원 (오펜부르크 선거구) | 13대 | 독일 기독교민주연합 | 0%     | 표       | 1위  | 오펜부르크 하원의원 당선 |
| 1998년 선거 | 하원의원 (오펜부르크 선거구) | 14대 | 독일 기독교민주연합 | 0%     | 표       | 1위  | 오펜부르크 하원의원 당선 |
| 2002년 선거 | 하원의원 (오펜부르크 선거구) | 15대 | 독일 기독교민주연합 | 0%     | 표       | 1위  | 오펜부르크 하원의원 당선 |
| 2005년 선거 | 하원의원 (오펜부르크 선거구) | 16대 | 독일 기독교민주연합 | 0%     | 표       | 1위  | 오펜부르크 하원의원 당선 |
| 2009년 선거 | 하원의원 (오펜부르크 선거구) | 17대 | 독일 기독교민주연합 | 0%     | 표       | 1위  | 오펜부르크 하원의원 당선 |
| 2013년 선거 | 하원의원 (오펜부르크 선거구) | 18대 | 독일 기독교민주연합 | 56.05% | 80,083표 | 1위  | 오펜부르크 하원의원 당선 |
| 2017년 선거 | 하원의원 (오펜부르크 선거구) | 19대 | 독일 기독교민주연합 | 48.13% | 73,935표 | 1위  | 오펜부르크 하원의원 당선 |
| 2021년 선거 | 하원의원 (오펜부르크 선거구) | 20대 | 독일 기독교민주연합 | 34.90% | 54,148표 | 1위  | 오펜부르크 하원의원 당선 |